# Wereldkampioenschappen freestyleskiën 2013
De wereldkampioenschappen freestyleskiën 2013 werden van 5 tot en met 10 maart 2013 gehouden in Voss. Er staan twaalf onderdelen op het programma, zes voor mannen en zes voor vrouwen. Het programma was identiek aan de editie van 2011.

## Programma
| Datum    | Mannen      | Vrouwen     |
| -------- | ----------- | ----------- |
| 05 maart | Halfpipe    | Halfpipe    |
| 06 maart | Moguls      | Moguls      |
| 07 maart | Aerials     | Aerials     |
| 08 maart | Dual Moguls | Dual Moguls |
| 09 maart | Slopestyle  | Slopestyle  |
| 10 maart | Skicross    | Skicross    |

## Medailles

### Mannen
| Onderdeel   | Goud | Goud                  | Zilver | Zilver              | Brons | Brons          |
| ----------- | ---- | --------------------- | ------ | ------------------- | ----- | -------------- |
| Aerials     | CHN  | Qi Guangpu            | CAN    | Travis Gerrits      | CHN   | Jia Zongyang   |
| Halfpipe    | USA  | David Wise            | USA    | Torin Yater-Wallace | FRA   | Thomas Krief   |
| Moguls      | CAN  | Mikaël Kingsbury      | CAN    | Alexandre Bilodeau  | USA   | Patrick Deneen |
| Dual Moguls | CAN  | Alexandre Bilodeau    | CAN    | Mikaël Kingsbury    | USA   | Patrick Deneen |
| Skicross    | FRA  | Jean-Frédéric Chapuis | FRA    | Bastien Midol       | USA   | John Teller    |
| Slopestyle  | USA  | Tom Wallisch          | GBR    | James Woods         | USA   | Nick Goepper   |

### Vrouwen
| Onderdeel   | Goud | Goud                  | Zilver | Zilver              | Brons | Brons                   |
| ----------- | ---- | --------------------- | ------ | ------------------- | ----- | ----------------------- |
| Aerials     | CHN  | Xu Mengtao            | RUS    | Veronika Korsoenova | AUS   | Danielle Scott          |
| Halfpipe    | SUI  | Virginie Faivre       | FRA    | Anaïs Caradeux      | JPN   | Ayana Onozuka           |
| Moguls      | USA  | Hannah Kearney        | JPN    | Miki Ito            | CAN   | Justine Dufour-Lapointe |
| Dual Moguls | CAN  | Chloé Dufour-Lapointe | JPN    | Miki Ito            | USA   | Hannah Kearney          |
| Skicross    | SUI  | Fanny Smith           | CAN    | Marielle Thompson   | FRA   | Ophélie David           |
| Slopestyle  | CAN  | Kaya Turski           | CAN    | Dara Howell         | USA   | Grete Eliassen          |

### Medailleklassement
| Plaats | Land                | Goud | Zilver | Brons | Totaal |
| 1      | Canada              | 4    | 5      | 1     | 10     |
| 2      | Verenigde Staten    | 3    | 1      | 6     | 10     |
| 3      | China               | 2    | 0      | 1     | 3      |
| 4      | Zwitserland         | 2    | 0      | 0     | 2      |
| 5      | Frankrijk           | 1    | 2      | 2     | 5      |
| 6      | Japan               | 0    | 2      | 1     | 3      |
| 7      | Rusland             | 0    | 1      | 0     | 1      |
| 7      | Verenigd Koninkrijk | 0    | 1      | 0     | 1      |
| 9      | Australië           | 0    | 0      | 1     | 1      |
| Totaal | Totaal              | 12   | 12     | 12    | 36     |